# Shimbi Kwandele
Shimbi Kwandele (auch Shimbi Kwadele) ist ein Verwaltungsbezirk (Ward) des Distrikts Rombo in der tansanischen Region Kilimandscharo.

## Geografie
Shimbi Kwandele liegt im Nordosten von Tansania etwa 40 Kilometer Luftlinie nordöstlich der Regionshauptstadt Moshi an der Grenze zu Kenia.
Der Bezirk grenzt im Nordwesten an Makiidi, im Norden an Kelamfua Mokala, im Nordosten an Ushiri Ikuini, im Osten an Kenia, im Süden an Keni Aleni und im Westen an Shimbi. Bei der Volkszählung 2022 lebten 9435 Menschen in 2446 Haushalten auf einer Fläche von 21,4 Quadratkilometern.

## Gliederung
Der Bezirk besteht aus zwei Gemeinden (Mtaa) mit neun Orten (Kitongoji):
| Shimbi Mashami - Itembweni - Kwaikuru - Malima - Mlambai | Shimbi Mashariki - Muunga - Kirai - Mokoro - Kwandele - Masanga |

## Wirtschaft und Infrastruktur
- Bildung: Die Kilimanjaro Boys ist eine öffentliche weiterführende Schule für Knaben mit einer Ausbildung bis zur 4. Stufe.[7] Die Horombo Secondary School nimmt Mädchen und Knaben auf.[8]
- Gesundheit: Im Bezirk liegt die staatliche Apotheke „Kirokumu Dispensary“.[9]